# Anaconda Verlag

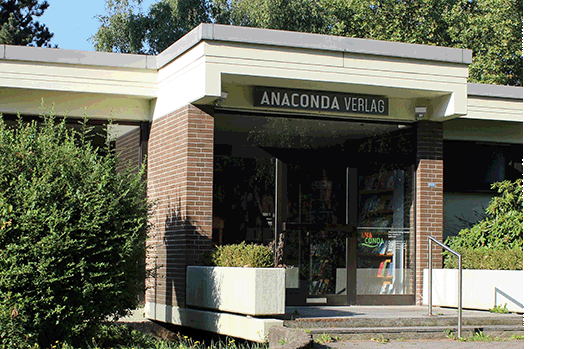
Verlagsgebäude (2017)

Der Anaconda Verlag ist ein Buchverlag, der 2004 von Hansjörg Kohl in Köln gegründet wurde. Zum Programm gehören populäre Sachbücher, Kulturgeschichte, Postkartenbücher, Klassiker und Non-Books. Seit 1. Januar 2019 gehört der Verlag zur Verlagsgruppe Random House, die 2020 in Penguin Random House Verlagsgruppe umbenannt wurde.
Der Verlag veröffentlicht jedes Jahr etwa 100 Neuerscheinungen aus den Themenbereichen Kultur, Märchen, Ratgeber, Religion, Weisheit, Philosophie, Psychologie, populäre Naturwissenschaft, Sprachen, Geschichte, Kunst, Antike und Mittelalter sowie Literaturklassiker, etwa von Jane Austen, Arthur Conan Doyle, Jack London, Jules Verne, Edgar Allan Poe und Oscar Wilde und viele andere.
Neben Büchern verkauft Anaconda auch Hörbücher und Non-Book-Artikel wie Kalender, Spiele und Notizbücher. 
2005 erschienen die ersten Bände der Anaconda-Klassikerreihe „Klassiker zum kleinen Preis“. Die Reihe umfasst inzwischen über 200 Titel von Baudelaire, Georg Büchner, Lewis Carroll, Fjodor Michailowitsch Dostojewski, Theodor Fontane, Goethe, Nikolai Wassiljewitsch Gogol, Wilhelm Hauff, Heinrich Heine, Friedrich Schiller und Voltaire. Neben dieser Reihe werden zahlreiche Klassiker der Weltliteratur in Leinen- oder Cabra-Leder-Ausgaben angeboten. Weiterhin gibt der Verlag eine deutsch-englische Buchreihe heraus, die Klassiker zweisprachig darstellt.
In der Weisheit-Reihe wurden über 40 Titel veröffentlicht mit Titeln von Martin Luther, Marc Aurel, Laotse, Buddha und Schopenhauer. 
Seit 2011 erscheinen beliebte Kinder- und Jugendbuchklassiker von Pinocchio über Black Beauty bis hin zu Die Schatzinsel und Die Abenteuer des Tom Sawyer und Huckleberry Finn als Hardcover-Ausgaben im Verlag. Besonders beliebt sind auch die Schimpfwort- und Weisheits-Spiele, die regionale Besonderheiten näher bringen. Neben dem rheinischen „Sackjeseech“ werden schwäbische, bairische, plattdeutsche, hessische und schweizerische Schimpfworte als Memo-Spiel angeboten.